# Gran Premio Folignano
Gran Premio Folignano est une ancienne course cycliste italienne disputée dans la ville de Folignano de 1998 à 2011.
Compétition amateur jusqu'en 2005, elle fait partie de l'UCI Europe Tour à partir de l'année suivante, en catégorie 1.2.

## Palmarès
En jaune: édition amateur.
| Année | Vainqueur            | Deuxième            | Troisième             |
| ----- | -------------------- | ------------------- | --------------------- |
| 1998  | Emiliano Zelli       | Marco Carletti      | Matteo Romanelli      |
| 1999  | Giacomo Garofoli     | Raffaello Faloppa   | Claude Coyot          |
| 2000  | Daniele Peroni       | Emanuele Telari     | Giuliani Marcolongo   |
| 2001  | Alessandro D'Andrea  | Danilo Andrenacci   | Francesco Pietrangelo |
| 2002  | Vincenzo Di Falco    | Luigi Buonfrato     | Stelvio Michero       |
| 2003  | Massimo Iannetti     | Dimitri Dementiev   | Claudio Villani       |
| 2004  | Kanstantsin Sivtsov  | Davide Torosantucci | Stelvio Michero       |
| 2005  | Daniele Di Batte     | Luigi Sestili       | Elio Fausto Saavedra  |
| 2006  | Rocco Capasso        | Francesco Gavazzi   | Tomislav Danculovic   |
| 2007  | Francesco De Bonis   | Anton Rechetnikov   | Jaroslaw Dabrowski    |
| 2008  | Alessandro De Marchi | Alessandro Malaguti | Adriano Malori        |
| 2009  | Henry Frusto         | Moreno Moser        | Silvio Satini         |
| 2010  | Julián Arredondo     | Fabio Piscopiello   | Siarhei Papok         |
| 2011  | Kristijan Đurasek    | Giuseppe Famoso     | Hrvoje Miholjevic     |